# Чесапик Ранч Естејтс (Мериленд)
Чесапик Ранч Естејтс (енгл. Chesapeake Ranch Estates) насељено је место без административног статуса у америчкој савезној држави Мериленд.

## Демографија
По попису из 2010. године број становника је 10.519.
| Група             | 2000.    | 2010.         |
| Белци             | 0 (0,0%) | 8.064 (76,7%) |
| Афроамериканци    | 0 (0,0%) | 1.469 (14,0%) |
| Азијати           | 0 (0,0%) | 129 (1,2%)    |
| Хиспаноамериканци | 0 (0,0%) | 462 (4,4%)    |
| Укупно            | 0        | 10.519        |